# Équation aux dérivées partielles dispersive
En mathématiques, une équation aux dérivées partielles dispersive est une équation aux dérivées partielles qui est dispersive, c'est-à-dire que des solutions de cette équation sous la forme d'ondes qui ont des longueurs d'onde différentes ont des vélocités différentes.

## Exemples

### Équations aux dérivées partielles dispersives linéaires
- Équation d'Airy
- Équation de Schrödinger
- Équation de Klein-Gordon

### Équations aux dérivées partielles dispersives non linéaires
- Équation de Korteweg-de Vries (KdV)
- Équation de Whitham
- Équations de Boussinesq
- Équation de Schrödinger non linéaire (en)
- Équation de sinus-Gordon (en)